# Gersau (district)
Gersau is een district van het kanton Schwyz. Het vormt een politieke eenheid met de gelijknamige gemeente. Tot de gemeente Gersau behoren behalve de plaats Gersau ook nog de plaats Rigi Scheidegg.
| Wapenschild | Gemeentenaam | Inwoners (dec 2006) | Oppervlakte (km2) | Gemeentenummer |
| ----------- | ------------ | ------------------- | ----------------- | -------------- |
| Gersau      | Gersau       | 1959                | 23,7              | 1311           |
|             | Totaal       | 1959                | 23,7              |                |

Einsiedeln · Gersau · Höfe · Küssnacht · March · Schwyz